# Bad Colberg-Heldburg
Bad Colberg-Heldburg é uma vila e antigo município da Alemanha localizado no distrito de Hildburghausen, estado da Turíngia.  Bad Colberg-Heldburg é a sede do Verwaltungsgemeinschaft de Heldburger Unterland. Desde 1 de janeiro de 2019, faz parte do município de Heldburg.